# Szkoła Nauk Społecznych i Handlowych w Warszawie
Szkoła Nauk Społecznych i Handlowych w Warszawie − działająca w latach 1915−1917 prywatna szkoła wyższa z siedzibą w Warszawie.

## Opis
Szkoła Nauk Politycznych była uczelnią prywatną, powołano ją z inicjatywy Jana Edmunda Reymana 12 marca 1914 roku na zwołanym również z jego inicjatywy walnym zebraniu studentów-Polaków z Lipska. Szkoła powstała w grudniu 1915 roku. Miała siedzibę w pałacu Małachowskich przy ul. Senatorskiej 11.
W 1917 roku w jej miejsce powstała Szkoła Nauk Politycznych w Warszawie.